# 普雷西尼亚克-维克
普雷西尼亚克-维克（法語：Pressignac-Vicq，法語發音：[pʁɛsiɲak vik]）是法国多尔多涅省的一个市镇，位于该省南部，属于贝尔热拉克区。该市镇于1960年由原市镇普雷西尼亚克（Pressignac）和维克（Vicq）合并而成。

## 地理
普雷西尼亚克-维克（44°53'43"N, 0°43'18"E）面积17.06 平方千米，位于法国新阿基坦大区多爾多涅省，该省份为法国西南部内陆省份，是法國本土面积第三大的省，大致对应佩里戈尔地区，北起顺时针与夏朗德省、上维埃纳省、科雷兹省、洛特省、洛特-加龙省、吉倫特省和滨海夏朗德省接壤。
与普雷西尼亚克-维克接壤的市镇（或旧市镇、城区）包括：圣富瓦德隆加、巴讷伊、莫扎克和大卡斯唐、拉兰德、科斯德克莱朗、佩里戈尔地区圣马塞尔。

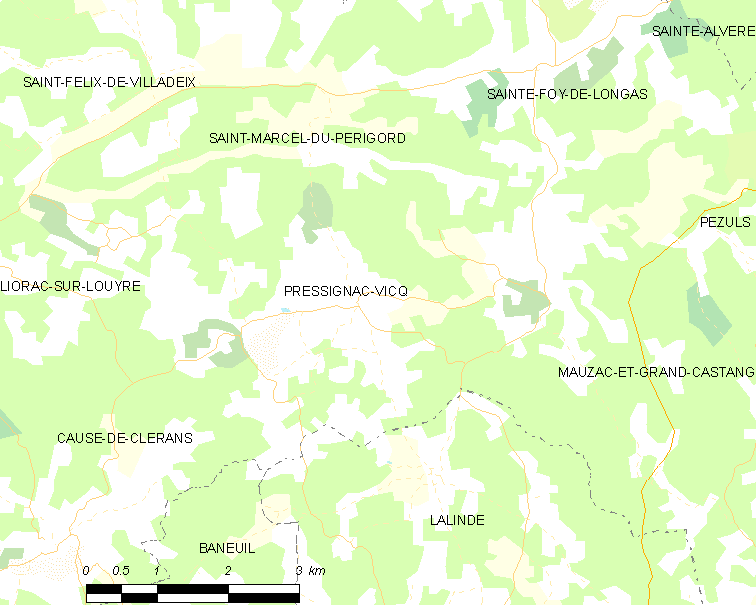
普雷西尼亚克-维克的OSM定位图

普雷西尼亚克-维克的时区为UTC+01:00、UTC+02:00（夏令时）。

## 行政
普雷西尼亚克-维克的邮政编码为24150，INSEE市镇编码为24338。

## 政治
普雷西尼亚克-维克所属的省级选区为拉兰德县。

## 人口

1962-2008年间普雷西尼亚克-维克人口变化图示

普雷西尼亚克-维克于2022年1月1日时的人口数量为454人。